# Березнево
Березнево (рос. Березнево) — присілок у Гатчинському районі Ленінградської області Російської Федерації.
Населення становить 56 осіб. Належить до муніципального утворення Гатчинський муніципальний округ.

## Географія
Населений пункт розташований на південній околиці міста Санкт-Петербурга.

## Історія
Згідно із законом від 16 грудня 2004 року № 113—оз належить до муніципального утворення Єлизаветинське сільське поселення. 13 травня 2024 у зв'язку з ліквідацією Єлизаветенського сільського поселення увійшло до Гатчинського муніципального округа.

## Населення
| 1838 | 1848 | 1862 | 1928 | 1965 | 1997 | 2007 |
| ---- | ---- | ---- | ---- | ---- | ---- | ---- |
| 51   | ↘48  | ↗55  | ↗280 | ↘140 | ↘31  | ↗50  |
| 2010 | 2017 |      |      |      |      |      |
| →50  | ↗56  |      |      |      |      |      |